# Dinoptera lota
Dinoptera lota är en skalbaggsart som beskrevs av Holzschuh 1998. Dinoptera lota ingår i släktet Dinoptera och familjen långhorningar. Inga underarter finns listade i Catalogue of Life.